# Philautus cardamonus
Philautus cardamonus là một loài ếch trong họ Rhacophoridae. Chúng là loài đặc hữu của Campuchia.
Môi trường sống tự nhiên của chúng là các khu rừng vùng núi ẩm nhiệt đới hoặc cận nhiệt đới.